# Strike Force (serie televisiva)
Strike Force  è una serie televisiva statunitense in 20 episodi trasmessi per la prima volta nel corso di una sola stagione dal 1981 al 1982.

## Trama
Los Angeles. Il capitano Frank Murphy è il leader di un gruppo di detective e agenti di polizia specializzati il cui compito è quello di fermare criminali violenti a tutti i costi (di solito con grandinate di proiettili). La serie immediatamente suscitò grosse polemiche per la sua violenza anche se gli sceneggiatori tentarono di inserire nelle trame una discreta quantità di umorismo  per equilibrare le scene violenze, concentrandosi sulla vita privata del detective. Per esempio, il personaggio di Murphy proviene da un recente divorzio ed è rimasto in una casa che è stata dipinta di rosa dalla sua ex moglie. Il cibo preferito di Murphy è il chili dog e la sua nemesi costante è la macchina delle bibite alla stazione di polizia.

## Personaggi
- capitano Frank Murphy (20 episodi, 1981-1982), interpretato da	Robert Stack.
- sergente Paul Strobber (20 episodi, 1981-1982), interpretato da	Dorian Harewood.
- tenente Charlie Gunzer (20 episodi, 1981-1982), interpretato da	Richard Romanus.
- sergente Mark Osborne (20 episodi, 1981-1982), interpretato da	Michael Goodwin.
- sergente Rosie Johnson (20 episodi, 1981-1982), interpretata da	Trisha Noble.
- Herb Klein (20 episodi, 1981-1982), interpretato da	Herb Edelman.
- Anne (3 episodi, 1981-1982), interpretata da	Ellen Bry.

## Produzione
La serie, ideata da Lane Slate, fu prodotta da Aaron Spelling Productions e girata  a Los Angeles in California. Le musiche furono composte da Mark Snow. Tra i registi della serie è accreditato Charlie Picerni.

## Distribuzione
La serie fu trasmessa negli Stati Uniti dal 1981 al 1982 sulla rete televisiva ABC. In Italia è stata trasmessa su Canale 5 con il titolo Strike Force.
Alcune delle uscite internazionali sono state:
- negli Stati Uniti il 13 novembre 1981 (Strike Force)
- in Italia (Strike Force)
- in Spagna (Brigada de choque)

## Episodi
| Stagione       | Episodi | Prima TV USA |
| -------------- | ------- | ------------ |
| Prima stagione | 20      | 1981-1982    |